# Deutsch-palota
A Deutsch-palota műemlék épület Szeged belvárosában. 1900 és 1902 között épült szecessziós stílusban, tervezője Erdélyi Mihály.

## Jellemzői
Majolika díszítésű homlokzatát és két lépcsőházát Lechner Ödön alakította ki. Érezhető rajta az építész fő művének, a budapesti Postatakarékpénztárnak hatása. Ezt a stílust a magyar népművészet ihlette. A zöld-kék-narancs színkombináció a korban merésznek számított. Az épületet Zsolnay-kerámiák díszítik, szépek az erkélyrácsok, a lépcsőkorlátok és a kovácsoltvas bejárati ajtó is. A ház modernnek számított, ugyanis a lakások fürdőhengerrel és káddal voltak felszerelve, ami akkor még nem igazán volt elterjedt. Az épületben a Bábszínház működött a 80-as évek közepéig. A következő házon tábla idézi az utca névadójáról írt Juhász Gyula-vers (Dózsa feje) részletét.